# Technobabillage
Le technobabillage, signifiant littéralement l'acquisition du langage technique, est le terme utilisé pour qualifier le pseudo-langage scientifique utilisé dans les séries ou les films de science-fiction dans le but de rendre crédible la situation et sa résolution.
Les séries les plus réputées pour utiliser le technobabillage sont entre autres:
- Star Trek
  - Star Trek TOS
  - Star Trek : La Nouvelle Génération
  - Star Trek: Deep Space Nine
  - Star Trek: Voyager
  - Star Trek : Enterprise
  - Star Trek : Discovery
  - Star Trek : Picard
- Stargate
  - Stargate SG-1
  - Stargate Atlantis
  - Stargate Universe